# Seppo Linnainmaa
Seppo Ilmari Linnainmaa (* 28. September 1945 in Pori, Finnland) ist ein finnischer Mathematiker und Informatiker.

## Leben
Im Jahre 1974 erlangte er die erste jemals von der Universität Helsinki vergebene Informatik-Doktorwürde. 1976 wurde er Assistenzprofessor. Von 1984 bis 1985 war er Gastprofessor an der Universität von Maryland, USA. Von 1986 bis 1989 war er Vorsitzender der Finnischen Gesellschaft für Künstliche Intelligenz. In den Jahren von 1989 bis 2007 war er Forschungsprofessor am Finnischen Technischen Forschungszentrum. Er wurde 2007 emeritiert.
Im Jahre 1970 publizierte Linnainmaa den „Rückwärtsmodus“ der automatischen Differenzierung (AD) zur effizienten Berechnung der Ableitung einer differenzierbaren zusammengesetzten Funktion, die sich als Graph oder Netzwerk darstellen lässt. Der zentrale Trick besteht in der rekursiven Anwendung der  Kettenregel auf die Bestandteile der Funktion. Diese Methode wird nun in zahlreichen Anwendungen verwendet. Insbesondere ist  Backpropagation von Fehlern in künstlichen neuronalen Netzen ein Spezialfall von Linnainmaa’s Verfahren.